# Bandiera del Burkina Faso
La bandiera del Burkina Faso è composta da due bande orizzontali di pari dimensioni, rossa (in alto) e verde, con una stella gialla a cinque punte nel centro. I colori sono i popolari colori panafricani della bandiera etiope; comunque, il rosso si dice stia anche ad indicare il sangue versato per la nazione, e il verde simboleggia la flora del Burkina Faso. La stella gialla rappresenta la ricchezza mineraria del paese.
Fino al 1984, quando il nome del Paese fu modificato da Alto Volta a Burkina Faso da Thomas Sankara, la bandiera era composta da tre strisce orizzontali: una nera, una bianca e una rossa, che simboleggiavano i tre rami del Fiume Volta.

## Bandiere storiche

Bandiera dell'Alto Volta (1960-1984)